# Darrícal
Darrícal es una localidad y pedanía española perteneciente al municipio de Alcolea, en la provincia de Almería. Fue municipio independiente hasta 1997. Su población en invierno es muy reducida, apenas 20 personas, aunque en verano aumenta hasta más de 200. Limita con la provincia de Granada. Se encuentra situada a una altitud de 380 m y a 75 kilómetros de la capital de provincia, Almería, y a 35 km del puerto de la Ragua.

## Geografía
Situado en la zona de la Alpujarra Almeriense, en los límites de Sierra Nevada, a sus pies, es un enclave cercano a Berja y Ugíjar. Se caracteriza por un clima mediterráneo.
Por Darrícal discurre el río Grande de Adra —el único que mantiene un caudal en la provincia durante la época estival— justo unos 100 m después de la unión de sus afluentes río Ugíjar, el principal con un 55 por ciento de aporte de su agua, y el río Alcolea con aportaciones del 45 por ciento. En 1973 se alcanzó el caudal máximo conocido de este río con más de 5500 m³/s, lo que provocó graves inundaciones con pérdida de vidas humanas en la desembocadura del mismo, 20 km más abajo. Desde 1981, año en el que se construyó el pantano de Benínar (con capacidad para 63 hm³), 5 km río abajo, el río Grande de Adra no desemboca en el mar, aunque el agua se filtra hacia las "Fuentes de Marbella".

## Geografía humana

### Demografía
| Gráfica de evolución demográfica de Darrícal entre 1842 y 1991 |
| |
| Población de derecho según los censos de población del INE. Población de hecho según los censos de población del INE.En este censo se denominaba Darrical y Lucainena: 1842. Entre el censo de 1991 y el anterior, crece el término del municipio porque incorpora a Beninar. Entre el censo de 2001 y el anterior, este municipio desaparece porque se integra en el municipio Alcolea. |

La escasa población de Darrícal se debe al proceso de emigración que se llevó a cabo en los años 70 y 80 hacia zonas de Cataluña y principalmente hacia el poniente de Almería, en la mayoría de casos al municipio de El Ejido.

### Urbanismo
La población conserva una iglesia del siglo XVI, en la que destaca el alfarje de la sacristía y su magnífica torre, separada del templo para servir de refugio a los vecinos. A punto de ceder en toda su estructura por el abandono que sufrió desde la despoblación del pueblo en la década de los 70 y 80, en el año 2003 fue totalmemte restaurada por el Ayuntamiento de Alcolea con la colaboración de la Asociación Cultural "Hijos de Darrícal" y de todos los vecinos, previa autorización del Obispado de Almería. El resto de construcciones datan de varios siglos atrás, destacando las construcciones cúbicas, de tejados de launa y aleros de pizarra. En la actualidad son numerosas las viviendas que se están reformando.

### Economía
La actividad económica se restringe a la agricultura y ganadería (ganado caprino), aunque el turismo está aflorando en los últimos años.

## Administración y política

### Alcaldes
| Legislatura | Nombre                                                            | Partido Político |
| ----------- | ----------------------------------------------------------------- | ---------------- |
| 1979-1983   | José Antonio Catena Castro                                        | PSOE-A           |
| 1983-1987   | Miguel Sánchez Baños (1983-1985) Manuel Sánchez Baños (1985-1987) | PSOE-A           |
| 1987-1991   | José Romero Sánchez                                               | AP               |
| 1991-1995   | José Romero Sánchez                                               | Partido Popular  |
| 1995-1997   | Evaristo Catena Fernández                                         | Partido Popular  |

## Cultura

#### Festividades
Las fiestas patronales de Darrícal se celebran siempre el segundo fin de semana de agosto, mientras que la fiesta del socio se celebra el tercer fin de semana del mismo mes. En las fiestas patronales se ofrecen degustaciones a todo aquel que lo visite, siendo habitual una paellada. Además las procesiones en honor al Santo Ángel Custodio, San Isidro y la Virgen María destacan sobremanera. Como es costumbre, el sábado de fiestas salen en procesión el Santo Ángel Custodio en hombros de los hombres, y la Virgen María en hombros de las mujeres. Las cuestas muy pronunciadas de las calles no evitan que se lleve en volandas a ambos tronos. El domingo de fiesta los pasos que salen son el de San Isidro Labrador y el de La Virgen María. Durante las procesiones, destaca el momento cumbre cuando desde el mirador de la "era" se elevan los tronos y desde el río se lanzan centenares de cohetes a los acordes del Himno Nacional de España. Dicho espectáculo solo es comparable con el de las fiestas patronales de la vecina localidad granadina de Ugíjar, en la Alpujarra Granadina.